# H5P
H5P és un entorn de treball de creació de contingut interactiu i col·laboratiu. L'objectiu d'H5P és facilitar la creació, participació i reutilització de continguts interactius en HTML 5. Permet crear una varietat de tipus de contingut per a diverses necessitats: vídeos interactius, presentacions interactives, qüestionaris, línies de temps interactives i més. H5P és una abreviatura de HTML5 Package. H5P està basat en Javascript, és lliure i de codi obert.
L'entorn consta de:
- un editor de contingut basat en web
- un lloc de web per compartir tipus de contingut
- connectors per utilitzar-se en CMS o LMS
- un format d'arxiu per agrupar recursos HTML5.

L'editor web bàsic és, per omissió, capaç d'afegir i reemplaçar arxius multimèdia i contingut textual en totes les classes de continguts i aplicacions H5P. A més, un tipus de contingut pot proveir de ginys personalitzats per a l'editor, habilitant tot tipus de capacitats i experiències d'edició, inclosa l'edició wysiwyg de tot tipus de contingut.
H5P.org és el lloc web de la comunitat on es poden compartir biblioteques, aplicacions i tipus de contingut H5P. Les aplicacions H5P i els tipus de contingut funcionen de la mateixa manera a tots els llocs web compatibles amb H5P.
Amb els connectors és possible integrar-lo en diferents plataformes com ara Blackboard, Canvas, Brightspace, Drupal, Wordpress o Moodle, sent, aquest últim, dels més utilitzats en els últims temps. Les integracions de plataforma inclouen el codi H5P genèric, així com implementacions d'interfície i codi específics de cada plataforma, necessaris per integrar H5P. S'ha dissenyat per tenir un mínim de codi específic de la plataforma i un mínim de codi de backend. La majoria del codi és JavaScript. L'objectiu és facilitar la integració de l'H5P amb les noves plataformes.
El format d'arxiu consisteix en un fitxer de metadades en format JSON, diversos fitxers de biblioteques que ofereixen característiques i disseny per al contingut i una carpeta de contingut on el contingut textual s'emmagatzema en format JSON i el multimèdia s'emmagatzema com a fitxers o enllaços a fitxers en llocs externs.
H5P està sent utilitzat per desenes de milers de llocs web. El juny de 2018 l'equip desenvolupador principal va anunciar que H5P es mantindrà financerament per la Fundació de Mozilla dins del programa MOSS.

## Suport
El lloc web de suport principal de H5P és H5P.org. Aquí, es pot provar H5P; allotja el manual en línia de H5P i un dipòsit viu d'informació, documentació i fòrums H5P.